# Cyriocosmus sellatus
Cyriocosmus sellatus är en spindelart som först beskrevs av Simon 1889.  Cyriocosmus sellatus ingår i släktet Cyriocosmus och familjen fågelspindlar. Inga underarter finns listade i Catalogue of Life.